# Herb szlachecki
Herb szlachecki lub herb rodowy (do XVIII w. klejnot) – znak dziedziczny w polskim rodzie szlacheckim, który świadczy o przynależności do danego rodu, wyróżniający jego członków .
W Polsce na kilkaset tysięcy rodów szlacheckich przypadało ok. 5000 herbów (w polskiej Wikipedii jest ich obecnie 1747 ). Zakłada się, że rody o tym samym herbie miały w przeszłości wspólne pokrewieństwo, ale niekoniecznie było to regułą , przykładowo podczas unii horodelskiej, doszło do przypisania 47 polskich herbów, bojarom wyznania rzymskokatolickiego, pochodzącym z Litwy, rozpoczynając w ten sposób stan szlachecki w tamtej krainie .
Posiadacza herbu szlacheckiego określa się mianem herbownego lub klejnotnego. Sformułowania pieczętować się herbem lub klejnocić się oznaczały używać herbu, posiadać herb.
Szlachta pieczętująca się tym samym herbem zwracała się do siebie określeniem „stryjcu” .

## Etymologia
W Polsce, podobnie jak w reszcie Europy, herb określano słowem arma, pochodzącym z łaciny. Jego polski odpowiednik odnalazł historyk, Joachim Lelewel, w słowie „zbrojba”, które oznaczało uzbrojenie, odnoszące się do tarczy. Używano również łacińskich słów insignia oraz clenodium. Clenodium spolszczono do słowa „klejnot” i od XIII do XVIII wieku używano powszechnie jako określenie słów herb i godło. W ten sposób określano również sygnet posiadający wizerunek herbu jego właściciela. Właścicieli herbów określano mianem herbownych, którzy od wspomnianego wcześniej słowa „klejnot” nosili również nazwę „klejnotnych”. Od XV wieku stopniowo wprowadzano określenie „herb”, będące spolszczeniem czeskiego słowa „erb”, pochodzącym od niemieckiego „Erbe” (pol. dziedzictwo). Na stałe do polskiego słownictwa termin „herb” wszedł dopiero w XVIII wieku.

## Heraldyka
Badaniem początków poszczególnych herbów, ich rozwojem, znaczeniem prawnym oraz zasadami kształtowania zajmuje się jedna z nauk pomocniczych historii, zwana heraldyką. Nauka ta zrodziła się z powstałej pod koniec XII w. potrzeby opisywania i rysowania herbów oraz czuwania nad ich poprawnością; heraldyka ma 2 zasadnicze działy: historyczny, zajmujący się badaniem początków, rozwojem i znaczeniem prawnym herbów (wiedza heraldyczna), a także praktyczny, pozwalający poznać zasady tworzenia i prawidła stylowej ornamentacji herbów (sztuka heraldyczna). Polskimi herbami natomiast zajmuje się odrębny dział heraldyki – heraldyka polska . 

## Historia
Niemal w każdym wieku i na całym świecie można doszukiwać się charakterystycznych znaków, mających za zadanie odróżnić pewne jednostki lub grupy od pozostałych. Początków powstania czegoś na wzór obecnych herbów można doszukiwać się w Grecji, kiedy to greccy rzeźbiarze, na monetach lub pomnikach, kładli wyróżniające ich od innych znaki, można było porównać je do pieczęci czy herbowych znamion. W Afryce wzajemnie zawzięte w nienawiści pokolenia różnych szczepów, odznaczały się na czole i reszcie ciała różnobarwnymi znamionami, porównywalnymi do herbów rodowych, mających za zadanie odznaczeniem się ich krwi od innej. W Imperium Rzymskim, odpowiednicy dzisiejszej definicji rycerza, na pierścieniach nosili swoje rodzinne znaki, a u Gallów i innych północnych ludów, chorągwie i tarcze posiadały znaki osobiste lub odnoszące się do pokoleń. 
To, co definiuje każdy herb, to znak umieszczony na tarczy. Na zachodzie Europy w XII wieku pojawiły się pierwsze herby, bo właśnie wtedy we wszystkich krajach, herby zaczęły się pojawiać jako wizerunki pieczęci. Początkowo przyjmowali je rycerze, potem zwyczaj ten przeniósł się na książąt i królów. W Polsce proces ten był odwrotny. Pierwsze herby pojawiły się u nas w XIII wieku na pieczęciach książęcych, a potem herby zaczęło przyjmować rycerstwo. 

Niektóre z najstarszych polskich herbów szlacheckich.
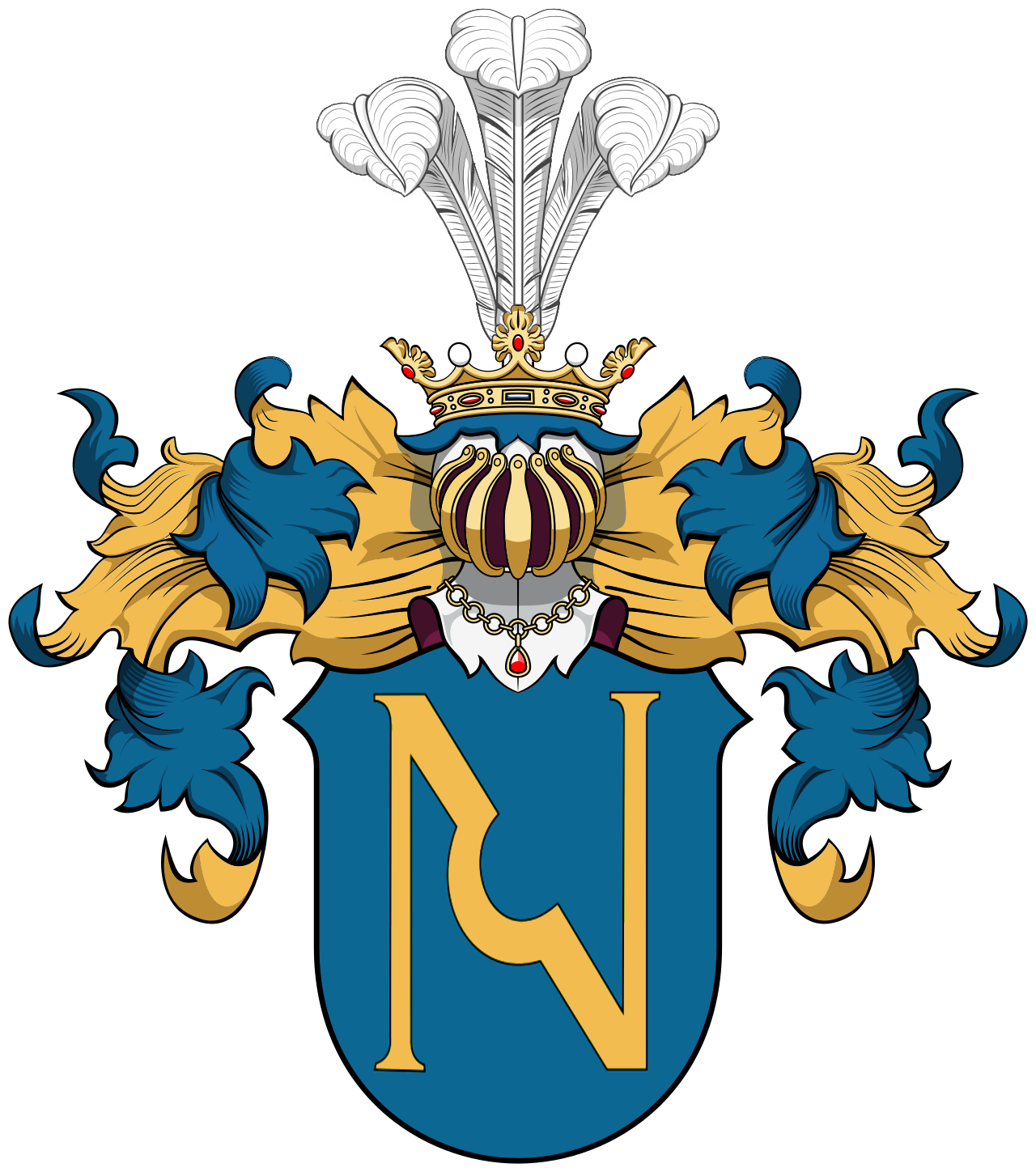
Herb szlachecki Świerczek. Najstarszym znanym wizerunkiem herbu jest pieczęć z 1220 roku. Według zachowanych dokumentów, posiadało go 39 rodów szlacheckich.
Herb szlachecki Alabanda. Najstarszym znanym wizerunkiem herbu jest pieczęć z 1278 roku. Według zachowanych dokumentów, posiadało go 9 rodów szlacheckich.
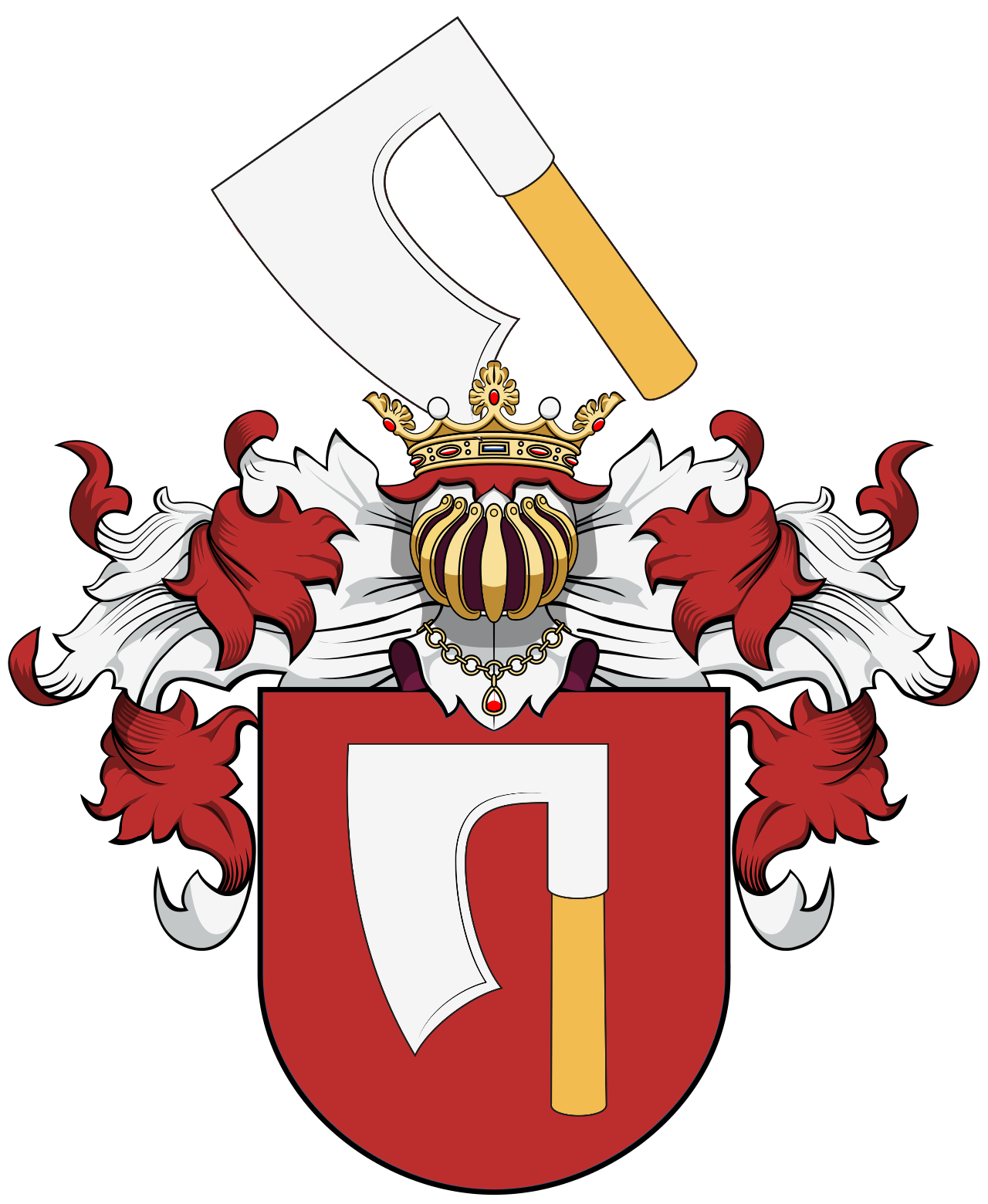
Herb szlachecki Topór. Najstarszym znanym wizerunkiem herbu jest pieczęć z 1282 roku. Według zachowanych dokumentów, posiadało go 639 rodów szlacheckich.

## Odmiany
Obecnie panujący władca miał prawo wydawać tzw. odmiany herbowe. Robił to na przykład w przypadku uczczenia herbownego (osoby posiadającej herb), przypisując mu dodatkowe hełmy, korony lub boczne podniesienia na tarczy herbowej. Według powszechnie stosowanych w XIV wieku zasad, całość herbu należała oryginalnie do najstarszego syna, młodsi synowie natomiast przyjmowali różniące się nazwisko i stawali głowami „nowych rodzin”. Odznaczali się wstęgą skośną, pręgą skośną, lambelem lub jakimkolwiek innym dodatkiem – nad czym czuwał odpowiednio przystosowany do tego urząd. Uprawnione nieślubne dzieci, nosiły pamiątkę swojego uprawnienia, będącą dodatkiem w herbie kilkuzębnego lambelu, albo linii skośnej, skierowanej w prawą stronę – nad tym również czuwał urząd.

By móc odróżnić młodsze odmiany herbów od starszych, zaczęto dzielić tarczę na różne sposoby, tak, aby można było umieścić na nich większą liczbę godeł. Z końcem XIV wieku i początkiem XV wieku, powstały otulające tarczę labry. W samym XV wieku, zjawiły się boczne podniesienia. W XVI wieku rozpoczęto praktykowanie sztuki heraldycznej.

Przykład odmiany herbowej
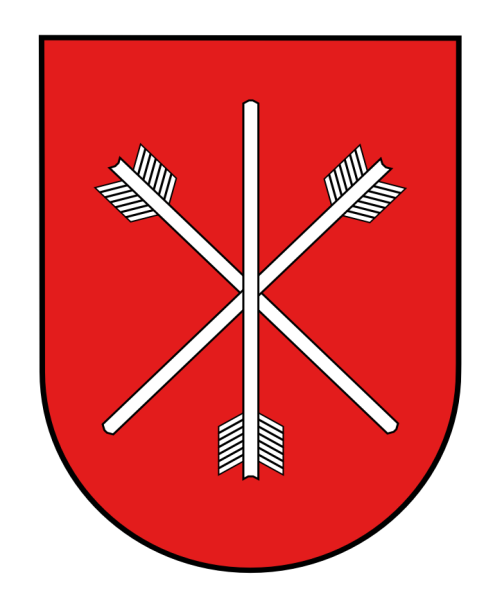
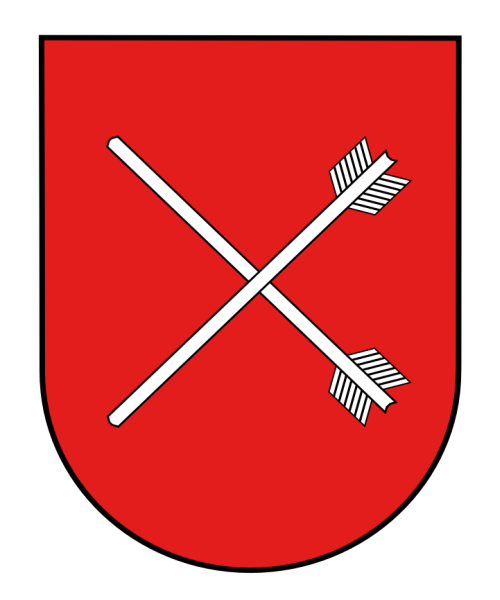
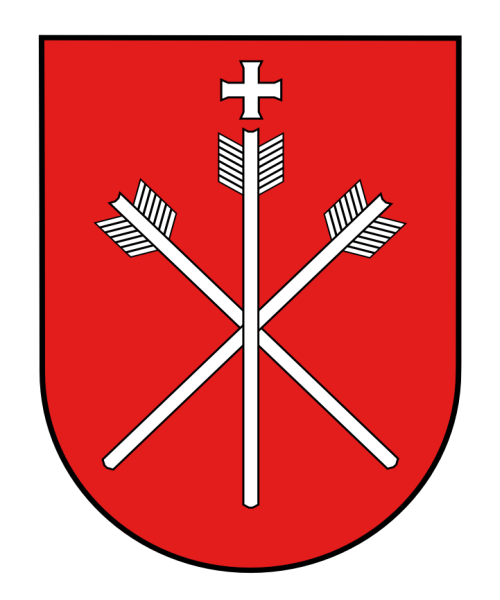

## Elementy herbu
Od najdawniejszych czasów stałe elementy herbu to:
- tarcza herbowa;
- godło;
- hełm heraldyczny;
- klejnot.

W Polsce stałym elementem herbu było także zawołanie (proklama, proclamatio), która wyróżniała herb polski od zachodnioeuropejskiego. We Francji oraz na Węgrzech istniał okrzyk bojowy.
Herb może również zawierać:
- koronę rangową
- trzymacze (bestie, zwierzęta lub anioły, wprowadzone dopiero pod koniec XVIII w.)
- ordery herbowe (nadawane ad personam, czyli za osobiste zasługi, nie mogły być dziedziczone)
- dewizy herbowe (musiały być nadawane oddzielnym dyplomem)
- zawołanie wojenne – umieszczane nad klejnotem, charakterystyczne dla herbów szkockich, występujące też we Francji i Anglii.
- oznaki godności
- panoplia
- postument heraldyczny
- płaszcz heraldyczny, stosowany głównie w herbach królewskich i książęcych.
- zawój – dwukolorowa skręcona materia zamiast korony, popularna zwłaszcza w zachodniej heraldyce, w Polsce, od XVI w. stosowana głównie w herbach mieszczańskich. We Francji zawój oznacza tytuł bannereta.
- czapki napoleońskie

Tarcza herbowa zawiera rysunek nazywany godłem herbowym. Może ono być prostym podziałem tarczy na pola lub składać się z różnych kombinacji następujących elementów:
- figurą heraldyczną:
  - figura zaszczytna (figury powstałe z geometrycznego podziału tarczy, sięgające krawędzi);
  - figura uszczerbiona (to figura zaszczytna „luzem”, czyli niedotykająca krawędzi tarczy);
  - krzyż heraldyczny (może być albo figurą zaszczytną albo uszczerbioną);
- mobilia herbowe, czyli właściwe godła herbowe, np. podkowy, narzędzia, postaci ludzi, zwierząt, symbole geometryczne.